# Танака, Хаюма
Хаюма Танака (яп. 田中 隼磨 Танака Хаюма, род. 31 июля 1982, Мацумото, Нагано) — японский футболист.

## Карьера
На протяжении своей футбольной карьеры выступал за клубы «Иокогама Ф. Маринос», «Токио Верди», «Нагоя Грампус», «Мацумото Ямага».

## Национальная сборная
В 2006 году сыграл за национальную сборную Японии 1 матч.

## Статистика за сборную
| Сборная Японии | Сборная Японии | Сборная Японии |
| Год            | Матчи          | Голы           |
| -------------- | -------------- | -------------- |
| 2006           | 1              | 0              |
| Итого          | 1              | 0              |

## Достижения
- Джей-лиги: 2004, 2010
- Кубок Джей-лиги: 2001